# ベルギー軍
ベルギー軍（ベルギーぐん）は、ベルギーの軍事組織。

## 歴史
ベルギー独自の武装部隊は、1830年のベルギー独立革命時に端を発する。この革命において、十日戦争等でベルギーの武装勢力は大きな打撃を受けたものの、その後、フランス軍の支援を受け、戦争を継続する。最終的に1839年にヨーロッパ列強間で交渉が行われ、ロンドン条約によりネーデルラント連合王国からの独立と中立国としての立場が認められることとなった。
列強間で合意が持たれた中立国であるために、その中立性は良く守られ、普仏戦争などヨーロッパの戦争には参戦しておらず、侵攻も受けていない。
第一次世界大戦直前の頃においても、ベルギーは中立国として、隣接した大国であるフランスおよびドイツの双方に対応したものとなっていた。そのため、リエージュおよびナミュール付近には要塞群が構築されており、徴兵も含めた総兵員数は34万人に達していた。これらは野戦軍と要塞軍で編制されていた。この頃の防衛方針は要塞群により遅滞防御を図り、侵攻国と敵対する他の列強諸国の来援を待つというものであった。
当時カトリック国家だったベルギーには、新教国オランダとの対抗上、同じカトリックのフランスから軍事顧問や教官の派遣がなされていた。第一次大戦初頭、永世中立国ベルギー王国国境侵入予定時刻の12時間前、あらかじめドイツ帝国政府はベルギー王国政府へ最後通牒を発した。その内容はドイツはベルギーへ、国土侵入にともなって生じる損害の賠償をする、宣戦布告はしない。それとの引き換えに、ベルギーはドイツ軍へ無害（無抵抗）通行権を認めよ、というものであった（1914年8月2日）。しかしベルギー政府と国王アルベール1世はこれを拒否した。ドイツ政府はこれに対し再考を求めたものの再度拒否されたため、ベルギー政府へ宣戦布告し、ドイツ軍は8月4日ベルギーへ侵攻した。
シュリーフェン計画では、ベルギー南東部とルクセンブルク南部およびドイツ領ラインラントに接する、フランス国境内にあった重厚な仏軍要塞地帯を避け、ドイツ国内で発達した鉄道網を用いてフランス北西に回り、ベルギー北東部から侵入してフランス北東部低地平野をめざす。フランス北東部低地平野はパリが近く、古くからフランスの「急所」と言われていた（篠田英雄訳岩波版クラウゼヴィッツ『戦争論』“Vom Kriege”下巻p386、原書初版は1832年から1834年にかけ出版）。そしてパリ防衛に出たフランス軍主力を包囲し、会戦で早期に殲滅するとしていた。
だがベルギーは最後通牒受諾を拒否し、このため両国は相互に宣戦布告した。国土に侵攻した優勢なドイツ軍に最終的には敗れたものの、ベルギー正規軍は国内の橋や鉄道および電信線などを破壊した。このためドイツ軍は、第一次大戦初頭では輸送は馬匹に頼らざるを得なくなった。市街地の家屋やビルに狙撃兵を配置し頑強に抗戦するベルギー軍の小部隊を、ドイツ軍は個々に撃破しなければならず、勝利までの時間の浪費を余儀なくされた。このことがフランス軍に防衛上の余裕を与えた。シュリーフェン計画上、パリの早期陥落のため、フランス北東部低地平野でのマルヌ会戦（1914年9月）で、ドイツ軍は必ず勝利しなければならなかったが、逆に英仏連合軍に撃退されて勝利できず、シュリーフェン計画は頓挫し戦況は膠着化した。
多大な国富の損害と多数の死傷者を出しながらも徹底抗戦したのが、ベルギーの特色であった。ベルギー占領軍の軍政長官は、ドイツ帝国陸軍コルマール・フォン・デア・ゴルツ元帥が就任した。開戦初頭、ベルギー軍はリエージュ要塞などで抵抗しドイツ軍の進撃を妨害した。間もなくドイツ軍主力はリエージュ要塞を突破し、ブリュッセルを含むベルギー中部はドイツ軍の支配下となった。ベルギー軍主力はブリュッセル北方、オランダ寄りのアントウェルペン方面に撤退したが、イギリス軍およびフランス軍が来援、8月23日モンスの戦いが行われた。マルヌ会戦の後、9月下旬にドイツ軍は「延翼運動」「海への競争」を開始し、アントウェルペンへの攻勢を強めた。アントウェルペン要塞にはベルギー軍6個師団がいたが、アルベール1世が脱出させ、ベルギー北西部のフランデレン地方に到達、連合軍の戦線の延長部に陣地を構築した。ベルギー軍は第一次世界大戦を通して、狭隘ながら国土の北西領域を防衛し続けた。ドイツ軍へのベルギー軍の本格的反攻は1918年のこととなる。ほかにベルギー領コンゴの植民地軍もドイツ領東アフリカを攻撃した。
大戦後にアルベール1世が死去すると、ベルギーの政策は中立主義に回帰した。独仏両国に対する備えを行っていたものの、第一次世界大戦の経験より主に対ドイツ向けの防備となっていた。この頃のベルギー軍は有事の総兵力は65万人となっていた。1939年9月の第二次世界大戦勃発以降も英仏との防衛協議は行われておらず、まやかし戦争の期間中も中立を維持していた。1940年5月10日にドイツ軍の西方攻勢が開始されると、エバン・エマール要塞は突破され、来援した英仏軍もドイツ軍の迅速な進撃と電撃戦の戦術、協議不足による共同作戦の不調により撃破された。国王レオポルド3世は5月28日に降伏を宣言した。レオポルド3世は国内に留まったものの、ベルギー政府の一部は亡命政府を結成し、またベルギー領コンゴの植民地軍と国外在住のベルギー人などにより自由ベルギー軍が結成された。ベルギー本国は1944年に連合軍により解放されている。
第二次世界大戦後は中立政策を放棄し、集団安全保障政策を基とするようになる。1948年にドイツの再軍備に備えて、ブリュッセル条約が締結された。これにはベルギーのほか、イギリス、フランス、オランダ、ルクセンブルクが加盟している。1949年には冷戦の激化により、ソ連を仮想敵としアメリカ合衆国も加わった北大西洋条約が締結された。ベルギーもこれにより北大西洋条約機構（NATO）の一員となり、西ドイツ防衛兵力の提供を行っていた。1967年以降、NATO本部もブリュッセルに置かれている。
朝鮮戦争に際し、1951年よりルクセンブルクと連合し、歩兵大隊を国連軍に派遣している。また、1960年のコンゴ共和国の独立に伴うコンゴ動乱に際してもベルギー軍が派遣されている。
1978年、ザイールの鉱山都市コルヴェジがコンゴ解放民族戦線に占領された際には、フランス軍に先を越されたものの軍事介入を行った。
このほか、国家憲兵としてベルギー国家憲兵隊が編成されていたが、これは2001年1月に連邦警察と地方警察に整理・改編されている。

## 現在の国際環境・安全保障政策
冷戦の終結に伴い、欧州域内における仮想敵は消滅し、国際的な緊張関係は有していない。緊張緩和に伴い兵力を削減しており、1994年に徴兵制を廃止し、2002年には軍を単一の統合軍としたが、それでも総人口比においては日本の自衛隊に勝るとも劣らない現有兵力（とくに陸軍）を有しており、有事への備えや国際貢献などに資するだけの実力は維持している。
基本的な安全保障政策は、北大西洋条約機構・西欧同盟や欧州連合との協調にあり、欧州合同軍にも部隊を登録している。このほか、国際連合平和維持活動への協力も行っており、国際連合ルワンダ支援団にも兵力を派遣していた。

## 現在のベルギー軍

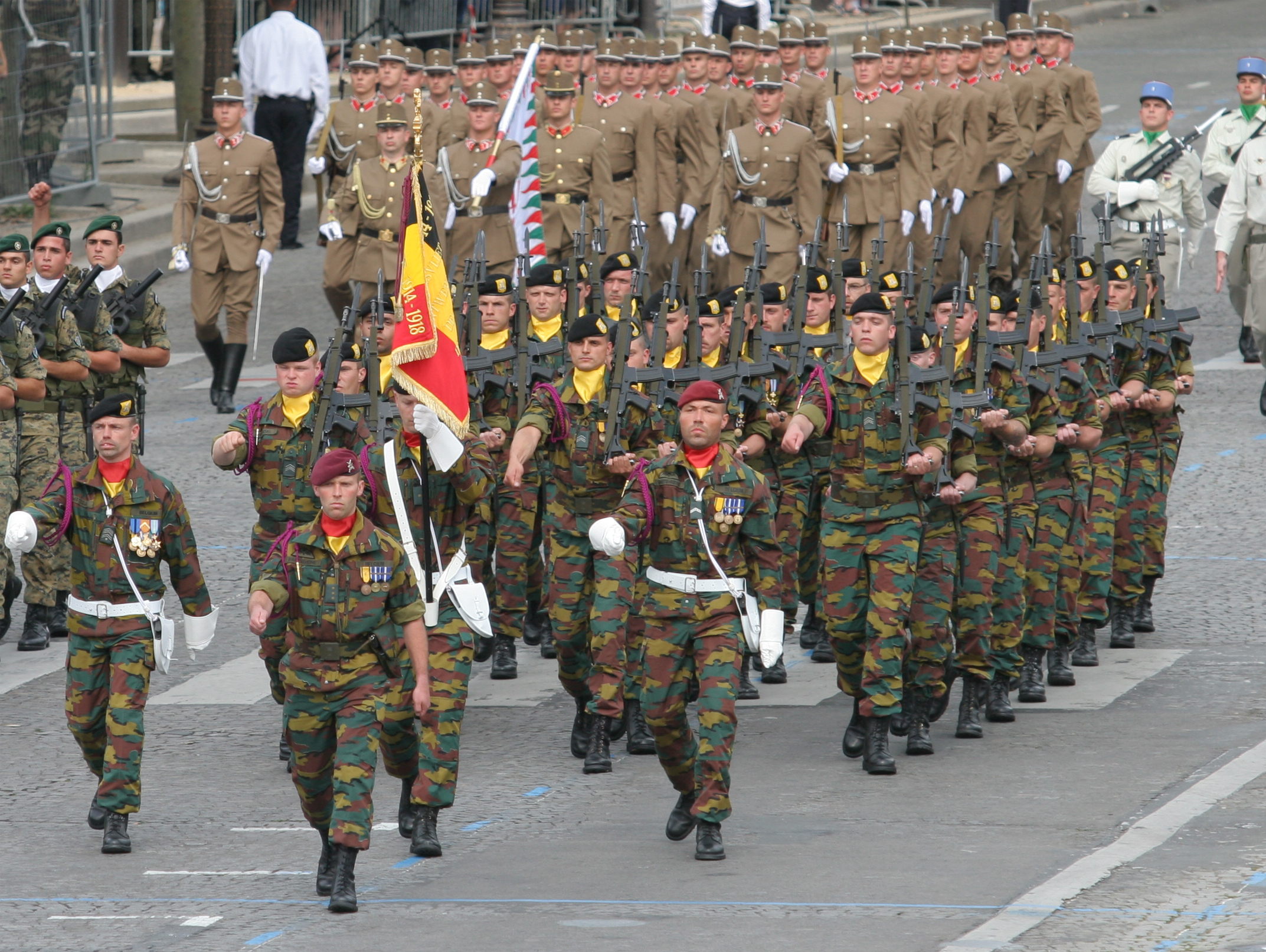
ベルギー陸軍・第2＝第4猟騎兵連隊（2007年シャンゼリゼ通り）

ベルギー軍は、2002年以降は単一の統合軍組織となっており、陸上部隊・海上部隊・航空部隊・医療部隊の4部隊で構成されている。

### 任務
北大西洋条約機構や西欧同盟、欧州連合などによる集団安全保障体制を基とした国家の防衛および平和維持活動への協力など。

### 組織
名目上の総司令官は国家元首である国王であり、国防省の監督を受ける。作戦指揮は国防大臣および参謀長を通じて行われる。単一の統合軍組織となっており、陸上部隊（ベルギー陸上構成部隊）・海上部隊（ベルギー海洋構成部隊）・航空部隊（ベルギー航空構成部隊）・医療部隊（ベルギー医療構成部隊）の4部隊で構成されている。兵員数は現役約4万人、予備役約10万人である。平均年齢は40歳と高いものとなっている。
軍の縮小再編は続けられているものの、多国間作戦能力の向上と機動性の確保には注意が払われている。

#### 陸上部隊(COMOPSLAND)
人員約25,000名。陸上兵力の提供を行う。2個旅団および1個空挺連隊基幹。
ベルギー軍地上部隊はかつて保有していたレオパルト1戦車やM113装甲兵員輸送車、M109自走榴弾砲などの装軌式装甲戦闘車両を全て退役させた。このため現在保有する装甲戦闘車両はピラーニャ IIIやパンドゥール Iなどの装輪装甲車のみとなっている。

#### 海上部隊(COMOPSNAV)
人員約2,500名。海上兵力の提供を行い、哨戒警備や掃海を主任務としている。主要艦船としてフリゲートおよび掃海艇を装備（詳細についてはベルギー海軍艦艇一覧を参照のこと）。

#### 航空部隊(COMOPSAIR)
人員約8,000名。1949年に陸軍より独立、航空兵力や航空輸送サービスの提供を行う。F-16やC-130などを装備している。

#### 医療部隊(COMOPSMED)
人員約2,000名。医療サービスの提供や人道支援活動にあたる。